# Bataille de Torjok
Temps des troubles
La bataille de Torjok est un évènement militaire qui s'est tenu le 17 juin 1609 (27 juin dans le calendrier grégorien) pendant le Temps des troubles. Elle permet la victoire de l'armée russo-suédoise contre la république des Deux Nations qui soutenait le Second faux Dimitri.

## Contexte
Au cours de la première partie de la campagne de Jacob De la Gardie, la Suède et la Russie se sont alliées contre le prétendant au trône, le Second Faux Dmitri. Le 6 juin, l'armée suédoise sous le commandement de Jacob De la Gardie rejoint l'armée russe sous le commandement de Mikhaïl Skopine-Shouïski sur la route de Torjok. Le 16 mai déjà, Torjok s'était volontairement soumis à Skopine-Shouïski, qui y avait envoyé un détachement sous le commandement de Kornila Tcheglokov pour fortifier la ville. En réponse à cela, 3 000 hommes sous le commandement d'Alexandre Zborowski et Grigoriy Chakhovskoï furent envoyés de Touchino pour reprendre Tojok. Face à cette menace, les alliés envoyèrent 2 000 hommes sous le commandement d’ Evert Horn et Semion Golovine,,.

## Déroulé
Lorsque les alliés arrivèrent à Torzjok, les troupes polono-lituaniennes étaient déjà alignées en trois formations dans un champ proche de la ville. La bataille devint chaude et deux des formations polono-lituaniennes furent repoussées par les attaques alliées. Cependant, cette dernière formation réussit mieux à repousser la cavalerie alliée dans la ville. Cependant, à ce moment-là, le désordre était survenu au sein de l'armée polono-lituanienne et les alliés organisèrent alors une contre-attaque et repoussèrent les troupes polono-lituaniennes,,.